# Győri Audi ETO KC
Győri ETO KC je mađarski ženski rukometni klub.
U domaćem prvenstvu ETO je osvojio 17 naslova prvaka lige, uključujući sedam u nizu od 2008. do 2014., te trinaest naslova mađarskog kupa, počevši od 2005. do 2016. Győr je osvojio Ligu prvaka 2013., 2014., 2017., 2018., i 2019, nakon poraza u finalu 2009., 2012., 2016. i 2022. Osim toga, Győr je bio u finalu Kupa pobjednika kupova u rukometu 2006. godine.
Dio naziva klub nosi po glavnom sponzoru, tvrtci Audi.

## Uspjesi
- - Mađarska liga (17): 1957., 1959., 2005., 2006., 2008., 2009., 2010., 2011., 2012., 2013., 2014., 2016., 2017., 2018., 2019., 2022., 2023.
  - Mađarski kup (15): 2005., 2006., 2007., 2008., 2009., 2010., 2011., 2012., 2013., 2014., 2015., 2016., 2018., 2019., 2021.
  - Kup europskih prvakinja (5): 2013., 2014., 2017., 2018., 2019.

## Poznate igračice
- Anita Görbicz
- Katalin Pálinger
- Bojana Radulović
- Orsolya Vérten
- Anikó Kovacsics
- Zsuzsanna Tomori
- Katrine Lunde Haraldsen
- Heidi Løke
- Kari Aalvik Grimsbø
- Linn Jørum Sulland
- Nora Mørk
- Jovanka Radičević
- Katarina Bulatović
- Nycke Groot
- Yvette Broch
- Amandine Leynaud
- Béatrice Edwige
- Eduarda Amorim
- Andrea Lekić

## Momčad
Sezona 2022/23
| Golmani - Sandra Toft - Silje Solberg Krila - Nadine Schatzl - Viktória Győri-Lukács - Csenge Fodor - Dorottya Faluvégi Pivoti - Linn Blohm - Kari Brattset - Yvette Broch | Vanjska Linija - Anne Mette Hasen - Line Haugsted - Veronica Kristiansen - Stine Bredal Oftedal - Estelle Nze Minko - Ana Gros - Ryu Eun-hee - Jelena Despotović |

## Vanjske poveznice
- Službena stranica kluba(mađ.)